# Golfo de Batabanó
El golfo de Batabanó es un amplio golfo del mar Caribe que se encuentra en la costa sur del extremo occidental de la isla de Cuba, limitado por la península de Zapata y por la isla de la Juventud. Administrativamente, sus costas pertenecen a las provincias de Pinar del Río, Artemisa, Mayabeque, Matanzas y el municipio especial de la Isla de la Juventud.

## Historia
En junio de 1494, Cristóbal Colón en uno de sus viajes con las tres famosas carabelas, recorre el entonces desconocido golfo de Batabanó ubicado al sur de la zona que desde entonces se llamó Habana (pronunciado Jabana).
Sus habitantes eran hábiles en la caza y la agricultura, así como en la pesca y la cerámica.
En 1730, ya el puerto de Surgidero (fundado en 1688), ubicado en la costa del golfo era un activo puerto que servía  a La Habana para la comunicación marítima con las villas del sur y oriente del país. Este lugar fue escenario de grandes hechos: la Guerra de 1868, las batallas libradas por el General Antonio Maceo, las consecuencias de la reconcentración de Weyler, así como las deportaciones de José Martí, Evangelina Cossio y Fidel Castro, este último hacia el presidio modelo junto con los demás combatientes.

## Toponimia
Según los historiadores, el origen del nombre de este golfo se le debe a los ya extinguidos originarios, que lo nombraron como Matamanó, como señal de perdón a los españoles para que no los mataran.
Otras fuentes alegan el origen a la zona donde residía el cacique. 

## Geografía
Ubicado entre el Cayo Diego Pérez y cabo Francés al suroccidente de la isla. Está delimitado con una barrera de coral que lo diferencia del llamado golfo de Cazones al este. 
Por la parte sur, delimita con los cayos procedentes del archipiélago de los Canarreos. En el centro del golfo se encuentra una aplanado fondo de lodo, conteniendo arena y arcilla en zonas poco más profundas, pero cubierto de cayos de mangle. De por sí, el sur de la isla, donde se ubica el golfo de Batabanó, es una inmensa ciénaga repleta de mangle, que ocupa todo el terreno. Numerosos ríos y lagunas costeras desembocan aquí en la costa, entre ellos el río Mayabeque es el mayor. Anterior al mangle de la costa, se puede encontrar un terreno llano. La profundidad del golfo de Batabanó varía entre los 6 y 7 m al centro. En el resto del golfo es de 2 a 4 m, pero en el oeste varía de 10 a 12 metros. 
El viento de la zona está sometido a una extraña combinación de leves brisas con vientos alisios. Durante gran parte del año reina un buen tiempo. No por ello deja de ser víctima de ciclones y tormentas tropicales, propias de la zona caribeña.
Cerca de sus límites con el mar, existen bajos fondos que evitan en cierto modo los grandes oleajes. Con corrientes marinas de leve intensidad, dependientes de la dirección del viento, como la corriente del mar Caribe al oeste, cerca de Cayo Guano, con una velocidad promedio de 0.36 m/s, variable en ciertas épocas del año. Característica de mareas irregulares, poco relevantes y se atenúan desde el borde de la plataforma insular hasta tierra firme, variando entre los 0,2 m a 0,1 m. Algunas corrientes de marea apuntan al norte en el flujo y al sur en el reflujo.

## Arrecifes
Los arrecifes de cresta son característicos de la zona y se ubican en las aguas profundas, cerca del mar abierto y crecen hacia arriba conformando una barrera de unos 2 o 3 m de altura y actúa como una efectiva muralla evitando las olas que se dirigen hacia la costa. 
Precedidos de pastos de Thalassia testudinum y poseen como componentes principal pequeñas comunidades de Acroporas, Milleporas o Diplorias. En el golfo de Guanahacabibes podemos encontrar los más relevantes o bien en el archipiélago de Sabana-Camagüey, en el golfo de Ana María-Guacanayabo. 
Al sur del golfo de Batabanó, abunda el arrecife de Nirvana de gran interés para el turismo y la cultura por su belleza y exuberancia.

## Industria
Indiscutible puente entre La Habana y La Isla de la Juventud, el golfo de Batabanó tiene una gran importancia en el campo de la pesca y el berro, actividad esta última que distingue al pueblo de Batabanó. 
También la extracción de esponjas (asentadas en el banco submarino que rodea la zona, dando lugar al comercio de cabotaje), langosta y camarones, siendo el principal alimento y fuente de comercio de los pobladores y pescadores de la zona.
También es importante la pesca de langosta (la reina del Caribe). Actualmente, existen 10 empresas y 13 puertos para el desembarque de la langosta en Cuba.
De toda la industria pesquera, el golfo de Batabanó es el que presenta mayo peso. Consta en sus aguas de especies de alto valor comercial y cultural. 
Su cercanía a la capital y la necesidad de fomentar el comercio pesquero y agrícola del país, ha suscitado propuestas de proyectos de ingeniería e industria para el desarrollo de estas dos industrias, que poseen un muy buen provecho en esta zona.
En esta región se practica en gran medida, la pesca comercial de especies que pertenecen al género Lutjanidae. Debido a la alta densidad en km² de este tipo de especies en la zona. 
Una parte del golfo de difícil acceso desde tierra, priva de esta actividad a los pescadores, al ser zonas estatales reservadas para el turismo ecológico, por ello presentan una gran variedad de maravillosas especies y una numerosa población de peces que facilitan la sana práctica de la pesca deportiva.